# Epiactaea
Epiactaea is een geslacht van kreeftachtigen uit de klasse van de Malacostraca (hogere kreeftachtigen).

## Soorten
- Epiactaea bullifera (Alcock, 1898)
- Epiactaea margaritifera (Odhner, 1925)
- Epiactaea nodulosa (White, 1848)